# Kærnemælk
Kærnemælk er en mælketype med lavt fedtindhold (0,5 %) og syrlig smag. Det er oprindelig et restprodukt fra processen med at kærne fløde til smør og var meget brugt som svinefoder. I dag fremstilles det for det meste uafhængigt af smørproduktionen, hvorfor det fra 1990 har været tilladt at kalde kærnemælk "gammeldags", når det er fremstillet ved smørproduktion i smørkærne. 
Ved produktion af konsumkærnemælk syrnes skummetmælk med en almindelig DL-kultur (Lc. lactis, Lc, cremoris, Lc. diacetylactis og Leu. cremoris). Konsumkærnemælk kan i modsætning til "gammeldags" kærnemælk ikke bruges til kærnemælkssuppe, da konsumkærnemælk vil klumpe, hvor "gammeldags" kærnemælk bliver tyktflydende ved opvarmningen.
Tidligere regnedes kærnemælk for fattigmandskost. Denne status kan det siges, at produktet stadig har i Sverige – efterspørgslen er så lille, at man ikke kan købe kærnemælk i butikkerne. Det svenske produkt "filmjölk" er dog sammenlignelig med konsumkærnemælk.
Kærnemælk er hovedingrediensen i kærnemælkskoldskål, som findes i mange varianter og også kan købes færdiglavet.

## Kærnemælksost
Når kærnemælk opvarmes til 60°C, skiller den til ostemasse og valle. Vallen sies fra, og ostemassen røres med lidt fløde og evt. krydderurter. Ovenpå drysses hele kommen (kommensfrø). Spises på brød på samme måde som rygeost. Når kærnemælk bliver sur, skiller den også, og især i gamle dage blev den så brugt til kærnemælksost. 